# Frederico Cristiano, Marquês de Meissen
Frederico Cristiano, Marquês de Meissen (em alemão:  Friedrich Christian Albert Leopold Anno Sylvester Macarius Prinz von Sachsen Herzog zu Sachsen; Dresden, 31 de dezembro de 1893 – Samedan, 9 de agosto de 1968), foi um Príncipe da Saxônia, o segundo filho do rei Frederico Augusto III da Saxônia e de sua esposa, a arquiduquesa Luísa da Áustria-Toscana. Tornou-se pretendente ao extinto trono da Saxônia após a morte de seu pai em 1932, e se autointitulou Marquês de Meissen.

## Biografia

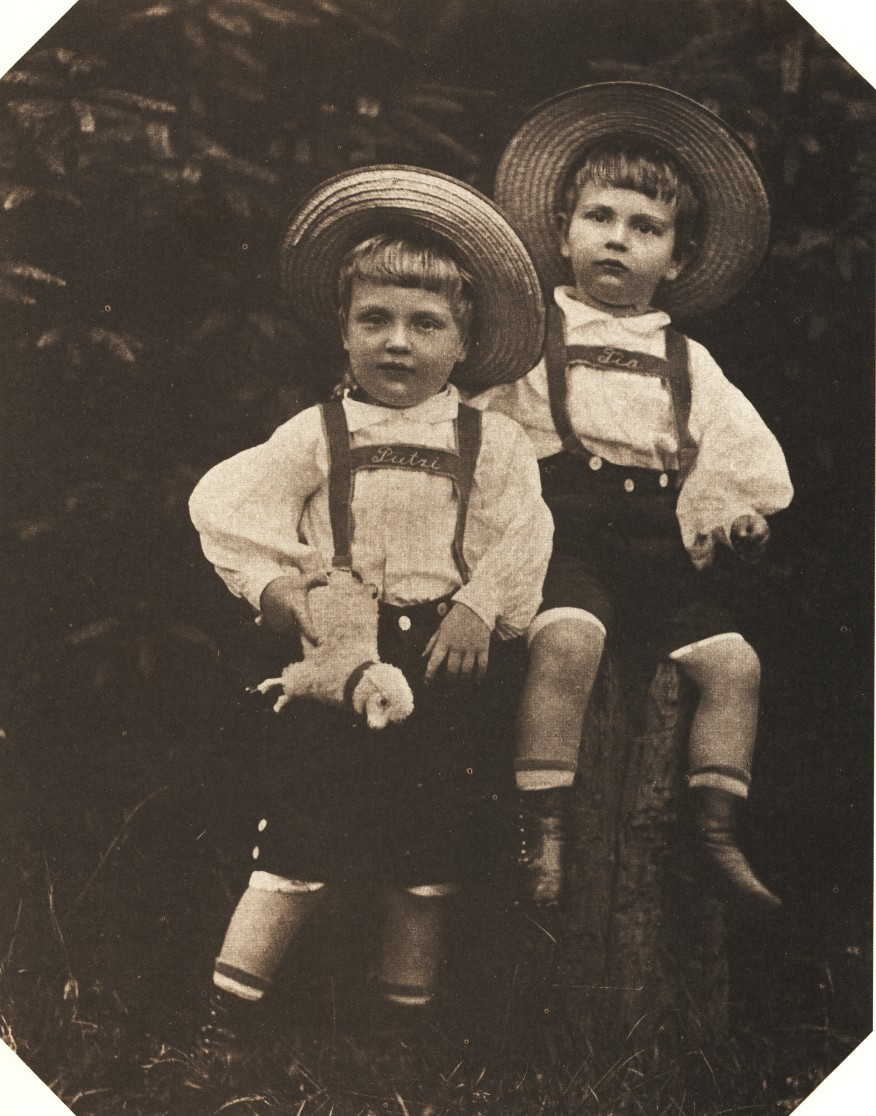
Frederico Cristiano (à direita) e seu irmão Jorge em uma fotografia de 1900

Nascido em Dresden, era o segundo filho do rei Frederico Augusto III da Saxônia e sua esposa, a arquiduquesa e princesa Luísa de Áustria-Toscana.
Durante a Primeira Guerra Mundial, ele serviu o Estado-Maior na Frente Ocidental. Ele recebeu várias medalhas por bravura. Ele era muito talentoso linguisticamente e foi enviado em missões diplomáticas ao rei Afonso XIII de Espanha, ao sultão Maomé V da Turquia e ao imperador Carlos I da Áustria.
Em 1918, Frederico Cristiano foi um dos vários candidatos ao recém-criado Reino da Lituânia. Em 13 de novembro daquele ano, seu pai abdicou após a derrota do Império Alemão na Primeira Guerra Mundial. Frederico Cristiano conduziu o exército saxão da Bélgica e da França para a Alemanha, onde se desmobilizaram em Fulda.
Após o fim da Primeira Guerra Mundial, ele se voltou para o estudo do direito nas universidades de Colônia, Friburgo, Breslávia e Würzburgo. O tema de sua tese de doutorado foi de como Nicolau de Cusa contribuiu significativamente para o desenvolvimento do direito canônico no final da Idade Média. Enquanto estudava na Breslávia, ele foi membro da união estudantil católica KDSt.V. Winfridia. Depois de concluir seu doutorado, tornou-se professor particular de história da arte. Nesta altura, o seu pai pediu-lhe que assumisse a gestão das explorações familiares na Saxônia e na Silésia.
Em 1923, seu irmão mais velho, o príncipe-herdeiro Jorge renunciou aos seus direitos de sucessão e se juntou à Ordem dos Jesuítas. Assim, Frederico Cristiano tornou-se o novo herdeiro e, quando seu pai faleceu, em 12 de fevereiro de 1932, ele ocupou o cargo de chefe da Casa Real da Saxônia.
Em 1933, devido ao prolongado vínculo entre o Eleitorado da Saxônia e seu país, o governo polonês queria propôs que ele se tornasse o novo Rei da Polônia, mas com a ascensão de Adolf Hitler e o início da Segunda Guerra Mundial os planos malograram. Na época, Frederico Cristiano e sua família moravam em Bamberg, onde ele era o líder da Ordem dos Cavaleiros de Santa Maria.
Em 1937, a família mudou-se para o Castelo Wachwitz em Dresden, onde viveram até 1945. O castelo sobreviveu aos bombardeios em 1945, e Frederico Cristiano acolheu muitos sobreviventes. Mais tarde, naquele mesmo ano, a família se mudou via Hof e Regensburg para Bregenz, onde os dois filhos mais novos moravam desde 1940.
Frederico Cristiano faleceu em 9 de agosto de 1968 em Samedan, na Suíça. Ele foi enterrado ao lado de fora da Capela Real de Königskapelle, em Karrösten.

## Casamento e filhos
Frederico Cristiano casou-se com a princesa Isabel Helena de Thurn e Taxis (1903–1976) em 16 de junho de 1926 em Ratisbona. Eles tiveram cinco filhos:
1. Maria Emanuel, Marquês de Meissen (1926–2012). Casou-se com a princesa Anastásia de Anhalt, sem descendência.
2. Maria Josefa da Saxônia (1928-2018). Não se casou.
3. Ana da Saxônia (1929–2012). Casou-se com Roberto de Afif, com descendência.
4. Alberto, Marquês de Meissen (1934–2012). Casou-se com Elmira Henke, sem descendência.
5. Matilde da Saxônia (1936–2018). Casou-se com o príncipe João Henrique Saxe-Coburgo-Gota (divórcio em 1993), com descendência.